# Amblyptilia iriana
Amblyptilia iriana là một loài bướm đêm thuộc họ Pterophoridae. Loài này có ở New Guinea.